# Шаховской, Константин Яковлевич
Константин Яковлевич Шаховско́й (29 октября 1905 — 4 июня 1972) — протоиерей, мученик за веру. Рюрикович, князь из рода Шаховских.
Один из прототипов главного героя фильма «Поп».

## Биография

### Молодые годы
Князь Константин Яковлевич Шаховской родился 29 октября 1905 г. в имении Шаховских Боброво-Холмского уезда Псковской губернии. Отец его, Яков Михайлович Шаховской (1876—1942), был директором Псковского сельхозучилища, главой Псковского Красного Креста. Мать — Ольга Федоровна Бушевич (1878—?). В 1919 году эмигрировал с семьей в город Печоры, в те годы отошедший к Эстонии.
Его бабушка Анастасия Васильевна Голенищева-Кутузова (1856—1917) была родственницей светлейшего князя Михаила Кутузова — Смоленского, Модеста Мусоргского и Николая Рериха.
Константин Яковлевич Шаховской окончил Печорскую объединенную гимназию (1925), сельскохозяйственный факультет Тартуского университета (1930), Печорскую духовную семинарию (1936) и богословский факультет Варшавского университета, со степенью магистра (1939). Принимал участие в эстонском отделении Русского студенческого христианского движения (РСХД).
Женат с 1937 на Елизавете Петровне Нестеровой (1911—1978), дочери русского биолога и путешественника Петра Владимировича Нестерова.

### Начало пастырского служения
В 1937 году Константин Яковлевич был рукоположён в сан Диакона и в сан Священника. Служил в Эстонии. Во время Второй мировой войны работал в составе Псковской духовной миссии, впоследствии тяжко оклеветанной советской пропагандой.
Во Пскове о. Константин восстанавливает превращенную в склад Варлаамовскую церковь, организует воскресную школу для детей, ведёт среди прихожан большую работу по оказанию помощи больным и беженцам.
Главным делом Псковской Миссии было возрождение церковной структуры на оккупированных территориях. При этом деятельность миссионеров не ограничивалось только стенами храмов, не менее важным было их миссионерское служение. Священники и миряне несли проповедь Евангелия, проводили внебогослужебные беседы, создавали кружки для детей и молодёжи, Миссия издавала миссионерский журнал «Православный Христианин», сотрудники Миссии выступали для населения со специальными миссионерскими программами и вели уроки русской духовной культуры. Именно в этом кроется секрет успеха Псковской Миссии. С другой стороны, заслуга миссионеров в том, что они помогли выжить местному населению, выжить физически и, особенно, — духовно, произошло подлинное духовное возрождение русского народа. Местное население за годы деятельности Псковской Миссии стало возвращаться к культурному наследию и осознанию себя именно русским народом. Однако, именно то, что помогало выжить в условиях нашествия врага, — оказалось неугодным, противным для советской власти, которая в 1944 г. не смогла простить такое псковское миссионерство.
В оккупированном немцами Пскове (в условиях попытки заигрывания немецкой оккупационной администрации с духовенством и попытками привлечь православие на сторону противоборства с СССР) о. Константин восстанавливает превращённую в склад церковь во имя святого преподобного Варлаама Хутынского (Варлаамская православная церковь) во Пскове, на свой страх и риск организует здесь воскресную русскую школу для детей, ведёт среди прихожан большую работу по оказанию помощи больным и беженцам и даже организует многодневный Крестный ход в Печорский монастырь и обратно. При этом убеждает немецкое оккупационное командование разрешить местным жителям — участникам этого Хода оказывать милосердную помощь многочисленным русским военнопленным, находившимся в ужасающих условиях в концлагерях на Псковщине. Священник рисковал многим, ведь для оккупантов он был не столько представителем нелюбимого большевиками духовенства (как им хотелось бы), сколько воссоздателем русской идентичности, русского национального духа. Что являлось прямой опасностью для оккупантов. В памяти людской сохранилось, что несмотря на явный риск для себя и своих близких, отец Константин отказывался служить благодарственный молебен в день рождения Гитлера (на чём убедительно настаивали представители оккупационной администрации). Сложная военная ситуация отвлекла внимание от духовных врагов и, как считали современники, духовные отцы только чудом избежали тогда уничтожения. После Варлаамской церкви служил в церкви посёлка Струги Красные, с 1943 — в Печорах, в церкви Сорока мучеников. После бомбардировки Печор весной 1944 года дом, где он жил с семьей, был разрушен, и семья перебирается жить в соседнюю Латвию. Здесь он опять священник, служит в Рижском кафедральном соборе — вплоть до прихода советских войск.
Избежав репрессий со стороны немецко-фашистских администраций Эстонии и Псковщины, отец Константин был репрессирован советской властью после освобождения Псковщины и части Прибалтики от немецких оккупантов Красной Армией в конце лета 1944 года.

### ГУЛАГ
Отец Константин был арестован сотрудниками СМЕРШа поздней осенью 1944 года и первое время находился в тюрьме НКВД в городе Риге (Латвийская ССР). Одним из обвинений, предъявленных отцу Константину, было то, что он помогал советским военнопленным в немецких концлагерях на Псковщине. Во-первых, в этих лагерях, по версии советской пропаганды, находились лишь изменники, сдавшиеся в плен врагу, и потому уже одно общение с ними являлось помощью немцам. Во-вторых, такие контакты, по мнению дознавателей НКВД, не могли быть возможны иначе, как через членство в гестапо. НКВД отказывалось верить в то, что немцы, в качестве псковского эксперимента, сами разрешили духовенству работу в лагерях — ту работу, которую на Европейском театре военных действий обычно осуществляли организации Красного Креста: помощь больным, помощь продовольствием, духовное окормление. С 27 марта 1945 года К. Я. Шаховской находился в печально знаменитой ленинградской тюрьме «Кресты». По замыслу НКВД, отец Константин должен был признать себя резидентом германской спецслужбы Абвер и «выдать» свою агентуру, численностью не менее 20 человек. Следователь применил весь арсенал мер воздействия, характерных для таких «допросов с пристрастием» в системе органов НКВД тех лет, в том числе следовали угрозы расправы над семьёй.
После полугода таких допросов отец Константин был осуждён Военным трибуналом войск НКВД Ленинградского военного округа 28 июля 1945 года по статье 58-1 «а» УК РСФСР на 10 лет лишения свободы в лагерях ГУЛАГа СССР и 5 лет ссылки — как «рядовой немецкий шпион». Сначала был отправлен в концлагерь в Горьковской области. Работал на лесоповале, позднее этапирован в лагерь в Абези, что под Воркутой. Работал здесь санитаром в лагерной больнице. Отмечают, что в те годы К. Я. Шаховской …проводил тайные богослужения по ночам в бараках или просто на берёзовом пне в тайге.
После срока в ИТЛ был направлен в ссылку в Колпашевскую спецкомендатуру (Нарымский край) вновь образованной тогда Томской области. Местом ссылки первоначально был определён посёлок Бондарка. По иронии судьбы сидеть каторжнику пришлось в тех же местах, где за полвека до этого 41 день отбывал наказание сам символ этой советской эпохи — И. В. Сталин. Которому в тех местах до сих пор поклоняются и сохраняют музей о звёздном каторжанине Российской Империи.

Был освобождён в 1955 году по истечении полного срока наказания. Полностью реабилитирован как безвинно репрессированный 7 декабря 2001 года по решению Прокуратуры РФ, пересматривавшей дела репрессированных в годы сталинщины.
В 1954 году Константин Шаховской подал прошение о возможности вновь служить священником, пусть и в условиях Колпашевской спецкомендатуры. Неожиданно его этапируют во Псков, где в местном органе НКВД/КГБ СССР ему предложили полное восстановление в правах, пообещали назначить настоятелем Псковского кафедрального (Свято-Троицкого) собора, взамен отцу Константину нужно было подписать бумагу о сотрудничестве с органами госбезопасности, стать сексотом. Отец Константин категорически отказывался от сотрудничества, несмотря на угрозы со стороны КГБ. Был возвращён в Тогур, при этом всё же получил разрешение на служение в небольшой местной церкви, где «раздражает власти тем, что совершает здесь Божественную литургию».
Так случилось, что в тех же местах Нарымского края (Колпашевский район), в посёлке Тогур в ссылке (та же Колпашевская спецкомендатура) находилась родная сестра Константина Шаховского — Ксения Яковлевна. Её муж, с приходом советской власти в Эстонию в 1940 году, был арестован и вскоре расстрелян. Ксения Яковлевна пыталась выяснить судьбу супруга, обращалась с протестами в советские органы и в конце концов незадолго до начала войны между СССР и Германией она, в числе многих граждан советской Эстонии, как ЧСИР (жена расстрелянного), была выслана на принудительное поселение в Сибирь. Привезли в Нарымскую тайгу, где к счастью, сохранились землянки, обустроенные выселенными сюда в процессе коллективизации «кулаками» (ликвидация крестьянства как класса в СССР в 1928—1936 гг.). К тому времени создатели этих нехитрых жилищ вымерли или выбыли в лагеря посуровее и землянки были заселены новыми жильцами из далекой Эстонии. В основном это были женщины, которые должны были валить лес, корчевать пни и разрабатывать землю. Основными инструментами в их руках были топоры, пилы и ломы. В 1955 году после того, как у Константина Яковлевича закончился срок заключения в лагере, но ещё оставался срок пребывания в ссылке, он получил разрешение отбывать ссылку в этом посёлке Нарымского края. В трудных условиях северной зимы пригодились прежние навыки Константина Яковлевича. В молодые годы он был хорошим охотником, умел делать силки и ловушки для зверей. Именно это умение поддержало физические силы его и, особенно, уже обессилевшей сестры в голодных условиях спецпоселений.
В посёлке Тогур отец Константин был настоятелем местной церкви, перед полным освобождением от нарымской ссылки, некоторое время служил в Петропавловской церкви города Колпашево.

### Свобода
С 1955 года служил священником в Томской, затем (в 1965—1966) — в Красноярской епархиях (Красноярск, Канск). В 1956 году в Томске возведён в сан протоиерея, так как осуществлял богослужение окруженный любовью и благоговением верующих. В Томске, а затем в Красноярском крае и в городе Пярну продолжал находиться под надзором властей. Испытывал к себе пристальное внимание не только органов госбезопасности, но и госчиновников.
Уполномоченный по делам религии так характеризует протоиерея Константина в отчёте Томскому обкому КПСС: «Всесторонне развитый человек… С богословским образованием… способный придать красноречивость своим проповедям… Привлекает много верующих и неверующих на свои службы… В прошлом занимался активной антисоветской деятельностью…».
В Томске К. Шаховской с конца 1950-х гг. становится настоятелем Свято-Троицкой церкви, здесь он явился основателем и руководителем Кружка православной молодёжи города.
В начале 1960-х гг. в стране вновь происходит рецидив, теперь уже хрущёвских, гонений на христианство, возобновляется оголтелая атеистическая пропаганда и осуществляется давление на церковнослужителей. Томский отдел КГБ СССР приглашает на беседу отца Константина и настоятельно рекомендуют ему последовать примеру ряда священников, которые публично отказались от сана и порвали навсегда с христианством. Шаховской раз за разом отказывается от таких «предложений», даже в условиях когда ему намекают, что проблемы в школе у младшей дочери Татьяны напрямую связаны с его упрямством. Тем не менее, Татьяне удаётся окончить среднюю школу и она подаёт документы на поступление в Томский государственный университет. Администрация и партком вуза отказывают ей в праве поступления. В это время в городе идёт травля и прямые нападки на отца Константина.
«Бежав в детстве от народного гнева в буржуазную Эстонию, он долго лелеял ненависть к советскому народу. Палач с руками по локоть в крови, он получил заслуженное наказание — десять лет исправительных лагерей, но и по сей день льет в своих проповедях антисоветский яд» — писали тогда в главной томской областной газете «Красное знамя».
В таких условиях К. Я. Шаховской в конце 1965 года переводится на служение в епархию Красноярского края, в город Канск. Однако, и здесь он подвергается гонениям со стороны властей.
В 1966 году отец Константин с матушкой (супругой) возвращаются в Эстонскую ССР, первое время они живут в городе Пярну, у своей старшей дочери Елены (род. в 1938 году), которая в то время уже была врачом. В советской Прибалтике младшая дочь Татьяна (род. в 1943 г.) всё-таки становится культурологом и работает по специальности.
Отец Константин надеялся, что ему удастся продолжить священническое служение в Эстонии. Однако только через два года правящий архиерей — архиепископ Алексий (Ридигер), будущий российский патриарх Алексий II — получил разрешение уполномоченного Совета по делам Русской Православной Церкви при Совете Министров СССР по Эстонской ССР определить гражданина Константина Шаховского священником в отдаленный сельский приход в деревне Яама, недалеко от Пюхтицкого монастыря. Здесь он будет настоятелем прихода с 1969 по 1972 гг. Второй Эстонский период был для о. Константина нелегким этапом жизни. Лишённый возможности совершать регулярные богослужения из-за болезни, он скорбел от невозможности приложить свои дарования к церковному делу.
Умер протоиерей Константин Шаховской в Неделю всех святых, 4 июня 1972 года, в возрасте 66 лет. Похоронен на Старом Кладбище (на русском православном участке) в эстонском городе Пярну.
Канонизирован Архиерейским Собором (Русская Православная Церковь).
Младшая дочь, культуролог Татьяна Константиновна Шаховская (род. в 1943 г.).